# Мубал Ибрахим
Мубал Азам Ибрахим (енгл. Mubal Azzam Ibrahim; Мале, 3. новембар 2000) малдивски је пливач чија специјалност су трке слободним стилом на 100 и 200 метара. Вишеструки је национални првак и рекордер у великим и малим базенима.

## Спортска каријера
Ибрахим је дебитовао на међународној пливачкој сцени, веома рано и још као четрнаестогодишњак се такмичио на Азијским играма које су 2014. одржане у корејском Инчону. На светским првенствима је дебитовао у Будимпешти 2017, а занимљиво је да је све трке у којима је учествовао (400 слободно, 400 мешовито и 4×100 мешовито) завршио на убедљиво последњем месту.  
Током 2018. је наступио на Азијским играма у Џакарти, Олимпијским играма младих у Буенос Ајресу (43. на 50 слободно) и  Светском првенсту у малим базенима у Хангџоуу.
На светском првенству у корејском Квангџуу 2019 је пливао у квалификационим тркама на 100 слободно (108) и 200 слободно (последње 65. место), те у микс штафетама на 4×100 слободно и 4×100 мешовито (обе трке су малдивски тимови завршили на последњем месту). 